# 許伯彪
許伯彪（?—?），是东周时期的许国的君主，姜姓，名彪，男爵。
出土文物許伯彪戈，是载有許伯彪名字的实物资料。許伯彪戈藏于省吾，长20厘米，阑高11.3厘米。铭文为“無白彪之用戈”。一些学者认为無字不能训为鄦字，鄦为许国的许的本字，所以这件青铜器是否于许国有关还是存疑。